# 캐디토미터

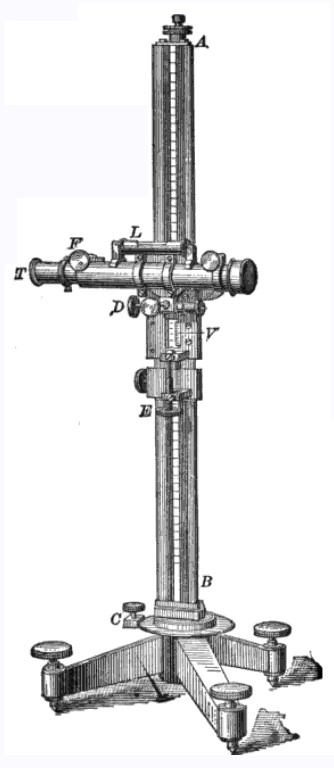
캐디토미터

캐디토미터(Cathetometer)는 작은 높이 차를 재기 위한 기구로, 버니어가 붙은 수직 본체를 아래위로 움직일 수 있는 소형 망원경 수준기로 되어 있다.